# IC 709
IC 709 је елиптична галаксија у сазвјежђу Велики медвјед која се налази на листи објеката дубоког неба у Индекс каталогу.
Деклинација објекта је + 49° 2' 37" а ректасцензија 11h 34m 14,5s. Привидна величина (магнитуда) објекта IC 709 износи 14,0 а фотографска магнитуда 15,0. IC 709 је још познат и под ознакама MCG 8-21-57, CGCG 242-49, NPM1G +49.0200, PGC 35736.